# メッツ-ウィレッツ・ポイント駅 (IRTフラッシング線)
メッツ-ウィレッツ・ポイント駅（Mets–Willets Point）はニューヨーク市地下鉄IRTフラッシング線の駅で、クイーンズ区ウィレッツ・ポイントにある。以前はウィレッツ・ポイント-シェイ・スタジアム駅（Willets Point–Shea Stadium）という名前だった。終日7系統が停車する。また、ラッシュ時の混雑方向やニューヨーク・メッツの試合時、そしてテニス全米オープン開催時には急行の<7>系統も停車する。駅はルーズベルト・アベニューの114丁目-126丁目にあるフラッシング・メドウズ・コロナ・パーク の中にある。駅の北側にあるシティ・フィールド（1964年から2008年まではシェイ・スタジアム）でのニューヨーク・メッツ戦や、南側のUSTAビリー・ジーン・キング・ナショナル・テニス・センターでのイベント開催時には非常に混雑する。

## 歴史
メッツ-ウィレッツ・ポイント駅は、ウィレッツ・ポイント・ブールバード駅という駅名で1927年5月7日に開業した。当時はウィレッツ・ポイント・ブールバードと126丁目およびルーズベルト・アベニューの交差点にあり、フラッシング線各駅停車が止まるだけでプラットホームに繋がる2本の階段と短い上屋があるだけの地味な駅だった。1936年に1939年ニューヨーク万国博覧会がフラッシング・メドウズ・コロナ・パークで開催されることになったため、予想される混雑に対応できるように現在地に移転したうえで改築され、急行停車駅に格上げされた。
1936年12月には、さらなる混雑に対応するために3面4線に拡張して両方向とも毎時40本が停車可能とすることが計画された。万博輸送のための特別急行列車は1939年4月24日から運行された。北行き相対式ホームとスロープは、再びフラッシング・メドウズ・コロナ・パークで開催されることになった1964年ニューヨーク万博の際に増築された。その後、シェイ・スタジアムが建設されるとしばらく後にウィレッツ・ポイント-シェイ・スタジアム駅に改称された。現在、1927年開業当初の名残は駅のすぐ東側で見ることができ、古い相対式ホームの鉄骨や以前の改札内エリアの一部が残っている。気付きやすいのは南行き相対式ホームが現在の11両編成よりずっと長くなっていることであろう。現在の待合所の東側の部分は以前の南行きホームの一部だが、修繕されないままで立ち入り禁止になっている。

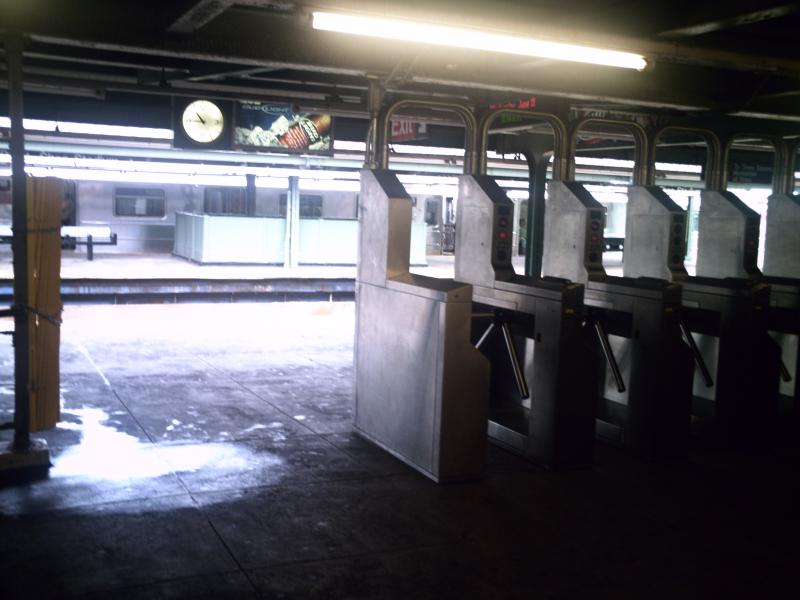
マンハッタン方面ホームの閉鎖区画にある改札跡

ニューヨーク・メッツの平日夜の試合に合わせたマンハッタン方面の急行列車は2007年7月に導入され、2008年4月には平日夜と休日の全試合について試合終了後に運行されるようになった。この超急行列車は、マンハッタンまでの停車駅はクイーンズ区内の3駅（61丁目-ウッドサイド駅、クイーンズボロ・プラザ駅、コート・スクエア駅）のみで、所要時間は約1時間である。試合後にはマンハッタン方面行き各駅停車は南行き相対式ホームに停車し、マンハッタン方面行き急行とフラッシング-メイン・ストリート方面行きは島式ホームに停車する。
シェイ・スタジアムの閉鎖・解体に伴い、MTAは駅名をシンプルなメッツ-ウィレッツ・ポイント駅に改称した。これは企業名を含む駅名（シティ・フィールドはシティグループが命名権を購入した）を避けるためである。MTAは命名権取引に成功していないが、駅名を自由にしてよいという条件で競売にかけることはないと考えられる。もし命名権取引が成立していれば、駅名はウィレッツ・ポイント-シティ・フィールド駅になっていた可能性もある。
2015年1月20日にニューヨーク州知事のアンドリュー・クオモはグランド・セントラル・パークウェイ上に新交通システム エアトレイン・ラガーディアを建設する計画を発表した。これは、当駅とラガーディア空港を結ぶものである。しかし、コスト上昇の影響で2023年に計画は頓挫した。

## 駅構造
| P プラットホーム階 | 相対式ホーム、右側ドアが開く                                     | 相対式ホーム、右側ドアが開く |
| P プラットホーム階 | 南行緩行線                                                       | ← 34丁目-ハドソン・ヤード駅行き（111丁目駅） ← 34丁目-ハドソン・ヤード駅行き（ジャンクション・ブールバード駅）                                                          |
| P プラットホーム階 | 混雑方向急行線                                                   | ← 試合開催時の臨時急行：34丁目-ハドソン・ヤード駅行き（61丁目-ウッドサイド駅） → 夕ラッシュ：フラッシング-メイン・ストリート駅行き（終点）→                             |
| P プラットホーム階 | 島式ホーム、左側ドア（夕方ラッシュ時の北行急行は右側ドア）が開く | |
| P プラットホーム階 | 北行緩行線                                                       | → フラッシング-メイン・ストリート駅行き（終点）→ |
| P プラットホーム階 | 相対式ホーム、右側ドアが開く（試合開催時のみドア扱い）           | |
| M                  | 改札階                                                           | 改札、駅員室、メトロカード/OMNY販売機 （ルーズベルト・アベニュー南側に跨線橋へのスロープあり。他線への乗換は各駅停車でフラッシング-メイン・ストリート駅を利用のこと。） |
| G                  | 地上階                                                           | 出入口 |

メッツ-ウィレッツ・ポイント駅は3面3線の構造であるが、レイアウトが非常にユニークで、北から南行き相対式ホーム、南行き緩行線、両方通行の急行線、島式ホーム、北行き緩行線、北行き相対式ホームの順に並んでいる。
北行き（フラッシング-メイン・ストリート駅方面）の列車は通常は島式ホームで客扱いを行い、北行き相対式ホームはメッツ戦の開催日や全米オープン・テニスなどテニス・センターでのイベント開催時のみ使用される。駅の南側には中二階と北行き相対式ホームを結ぶスロープがあり、コロナ車両基地の上を通ってロングアイランド鉄道ポート・ワシントン支線のメッツ-ウィレッツ・ポイント駅に向かう横断歩道橋（パスレル・ボードウォークと呼ばれている）に繋がっている。線路およびホームの下に設けられた中二階は全長に渡って木造である。駅北側にはシティ・フィールドのジャッキー・ロビンソン・ロタンダに直接行ける階段が設けられている。
夕方ラッシュ時には何本か当駅止まりの各駅停車が設定されており、この列車は急行線に停車する。 駅の西側には、緩行線と急行線、それに111丁目行きの北側引揚線の間の渡り線が設けられている。駅の東側には急行線から南北両方向の緩行線への渡り線が設けられている（緩行線から急行線に進入することはない）。

### 障害者対応

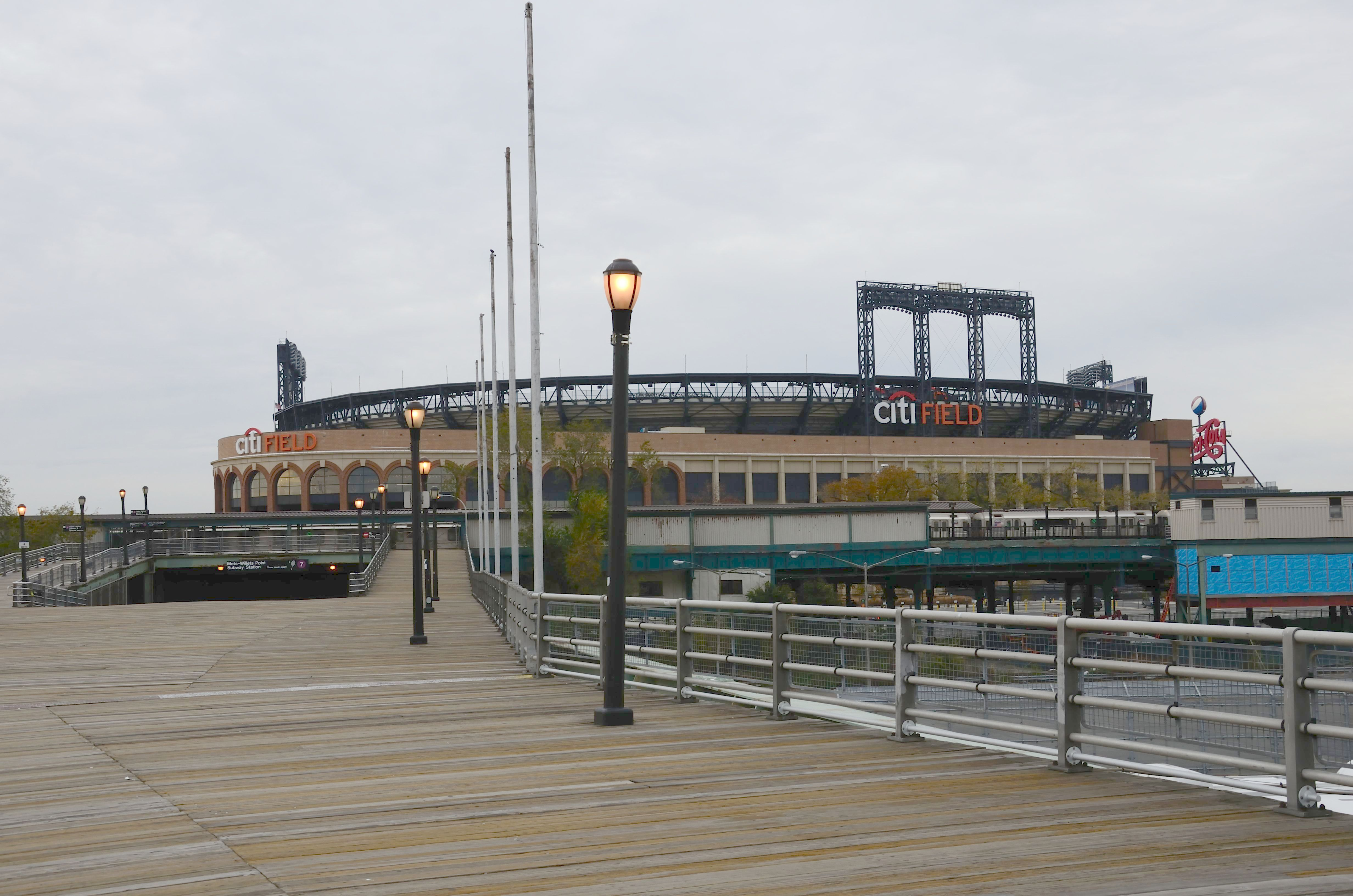
ロングアイランド鉄道から延びるスロープ。背景はシティ・フィールド。

2009年に北行き相対式ホームは障害を持つアメリカ人法（ADA）に基づいて障害者対応が図られた。メトロポリタン・トランスポーテーション・オーソリティ（MTA）は400万ドルを投じてルーズベルト・アベニューの南側から駅の中二階までの間にスロープを整備した。また、中二階からホーム階までのスロープもADAに準拠するよう改修された。このスロープはニューヨーク市公園レクリエーション局が保有・管理している。
この改修工事まで、当駅は障害を持つ利用者にとって不便な駅であった。対照的に、ヤンキー・スタジアム最寄りの161丁目-ヤンキー・スタジアム駅やマディソン・スクエア・ガーデン最寄りの34丁目-ペン・ステーション駅、バークレイズ・センター最寄りのアトランティック・アベニュー-バークレイズ・センター駅など、ニューヨーク市内の主要なスポーツイベント会場の最寄り駅はこれ以前にすべて障害者対応になっていた。北行き各駅停車は、メッツ戦やイベント開催時のみ相対式ホーム側のドアで客扱いを行う。
歩道橋は、以前はケーシー・ステンゲル・プラザを超えて北に延びており、長い円弧型の階段を下りて改札口を抜けるとシェイ・スタジアムのゲートEに出ることができた。
2008年にはシェイ・スタジアムの建て替えに伴って歩道橋や改札口が撤去され、シティ・フィールドのジャッキー・ロビンソン・ロタンダに近いメッツ・プラザに下りる広い階段が設置された。
中二階の改札口の配置も、試合後の観客の動線を改善してすべてのスロープが利用できるように見直された。これにより、地下鉄を利用する観客だけでなく、パスレル・ボードウォークを横切ってロングアイランド鉄道またはフラッシング・メドウズ・コロナ・パークの駐車場を利用する観客の利便性が向上した。

## 駅周辺
- シティ・フィールド
- ザ・ショップス・アット・スカイビュー（ショッピング モール）
  - ダイソー
  - ユニクロ